# Alim Afonin
Alim Afonin (n. 1963) este un politician moldovean, deputat în Parlamentul Republicii Moldova în Legislatura 2005-2009 pe listele Partidului Comuniștilor.